# ケルンテン帝国大管区

ケルンテン帝国大管区
Reichsgau Kärnten (ドイツ語)

国の標語: Ein Volk, ein Reich, ein Führer（ドイツ語）
一つの民族、一つの国家、一人の総統国歌: Das Lied der Deutschen（ドイツ語）
世界に冠たるドイツ
党歌: Die Fahne hoch（ドイツ語）
旗を高く掲げよ

ナチス・ドイツの地図

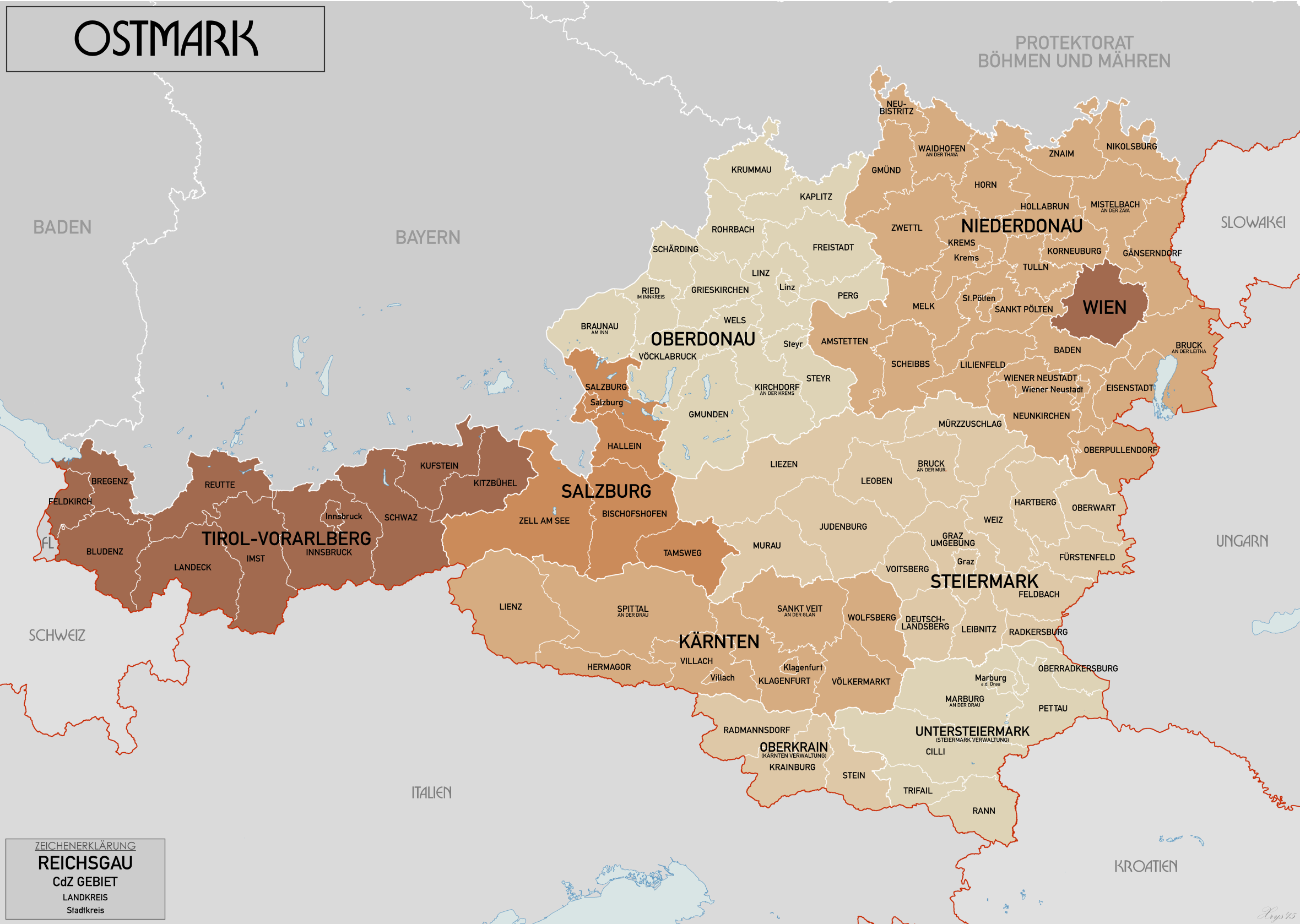
オストマルク帝国大管区群（1941年）：帝国大管区、地方および都市部

ケルンテン帝国大管区（ケルンテンていこくだいかんく、ドイツ語: Reichsgau Kärnten）は、1938年にアンシュルスによりドイツに併合されたオーストリアの領域にナチス・ドイツが置いた7つの帝国大管区の1つである。ケルンテン州および東チロルからなる。1939年に公布されたオストマルク法に基づいて設置され、1945年まで存続した。1939年から1942年まで、オーストリアの領域に置かれた7つの帝国大管区は総称してオストマルク帝国大管区群と呼ばれていたが、1942年にはさらにオーストリアの印象を薄めるべくドナウ＝アルプス帝国大管区群に改称された。

## 歴史と構造

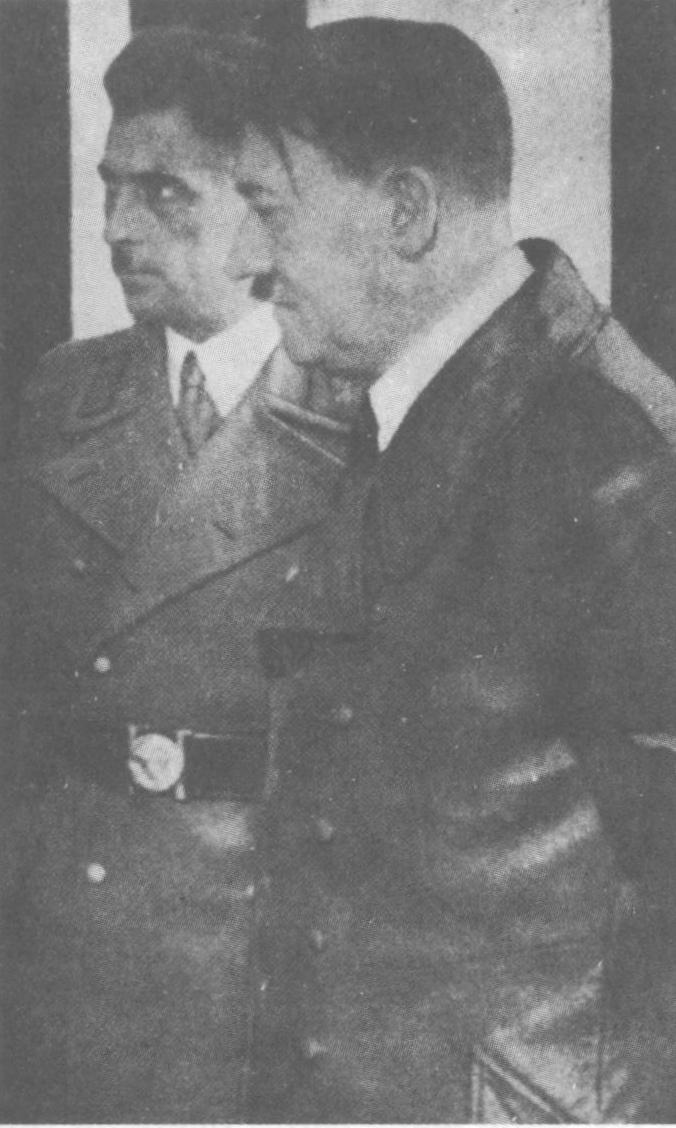
ヒトラーとフランツ・クッチェラ（左）

ナチ党は1925年からオーストリアにも勢力を伸ばしたが、1933年にオーストリア国内では非合法化された。この時期の大管区指導者は、1934年まではハンス・フォム・コーテン、1936年まではペーター・ファイストリッツァーであった。
アンシュルスと連動した動きとして、1938年3月11日にはケルンテン州の州都クラーゲンフルトとフィラッハではナチ党によるデモが行われ、ナチ党大管区指導者代理フランツ・クッチェラとウラジミール・フォン・ポロウスキーは州首相アルノルト・ズーハーに対して執務室をポロウスキーに明け渡すよう迫った。翌日には地方行政を含むケルンテン州の全権がナチ党の手に渡り、ナチ党がオーストリアで初めて権力を握った。
1938年5月にはフーベルト・クラウスナーが州首相兼大管区指導者となったが1939年2月12日に急死し、州首相職（Landeshauptmann）はポロウスキーに移った。ポロウスキーは1939年8月から1942年6月まで州知事（Regierungspräsident）、1940年3月から1941年12月まで大管区知事（Gauhauptmann）、1940年4月からケルンテンの国家代理官を務め、強制的同一化による党組織と行政の一体化を取り仕切った。フランツ・クッチェラは党を率いるために暫定的に任命された。1941年11月18日には、ザルツブルク帝国大管区指導者フリードリヒ・ライナーがケルンテン帝国大管区指導者兼国家代理官に任命された。1941年にはカール・パクネクおよびフリードリヒ・ティーメルが一時的に代理を務めた。
1938年10月には東チロルがケルンテン州に編入され、オストマルク法により1939年5月1日をもってケルンテン州に帝国大管区が置かれた。1941年4月17日にユーゴスラビアが降伏（バルカン戦線）すると、ミースタルとオーバークラインはドイツ国に占領され、ケルンテン帝国大管区の管理下に置かれた。 1941年11月11日にはライナーがケルンテン・クライン民政長官地域の大管区指導者兼国家代理官に任命された。ライナーはさらに1942年12月11日には全国防衛委員にも任じられた。1943年9月8日にイタリアが降伏すると、ライナーはアドリア海沿岸作戦地域を引き継いで「最高委員」となり、イタリアのフリウーリ地方行政長官となった。
ナチ党支配下において、ケルンテン帝国大管区はオーストリアの人口の約6％、ナチ党員の15.4％を占めており、13,333人の親衛隊員がいた。